# Contarinia pulchripes
Contarinia pulchripes är en tvåvingeart som först beskrevs av Jean-Jacques Kieffer 1890.  Contarinia pulchripes ingår i släktet Contarinia och familjen gallmyggor. Inga underarter finns listade i Catalogue of Life.